# 和平大桥站
和平大桥站是徐州地铁3号线的地铁站，位于中华人民共和国江苏省徐州市云龙区复兴南路与和平路交叉口南侧，于2021年6月28日开通。

## 车站结构
和平大桥站沿复兴南路南北设置，为地下二层岛式站台车站，车站长218.65米，标准段宽20.7米，车站地下一层为站厅层，地下二层为站台层，站台设置全高站台门。
| 地面              | 出入口 | 1、2、3出入口                                                                                         |
| 地下一层          | 站厅   | 客服中心、自动售票机、验票机                                                                          |
| 地下二层          | 站台   | \| \| \| █ 3号线往振兴大道（天桥） \| \| 島式 · 開左邊车门 \| \| \| \| \| \| █ 3号线往银山（淮塔） \| |
|                   |        | █ 3号线往振兴大道（天桥）                                                                             |
| 島式 · 開左邊车门 |        | |
|                   |        | █ 3号线往银山（淮塔）                                                                                 |

## 车站出口
和平大桥站共设3个出入口，各出口及周围设施如下所示：
| 出口编号            | 照片 | 出口指示         | 建议前往的目的地                     |
| ------------------- | ---- | ---------------- | ------------------------------------ |
| 1 · 出口            |      | 复兴南路（西侧） | 徐州医科大学附属第三医院，铁路三宿舍 |
| 2 · 出口            |      | 复兴南路（东侧） | 上海铁路物资有限公司徐州分公司       |
| 3 · 出口 · （设有） |      | 复兴南路（东侧） | 上海铁路局南京客运段                 |
| 图例： 设有         |      |                  |                                      |

## 接驳交通

### 公交车
- 徐医附三院：32路，36路，49路，71路，92路，97路，601路南行，602路，605路，608路，722路，810路

## 车站历史
本站工程名为和平路站，正式站名为和平大桥站，以车站西侧跨黄河故道的和平大桥命名。
- 2019年12月23日，车站主体结构封顶[2]。
- 2021年6月28日，车站随3号线一期通车开通[1]。